# Krajinský most (Piešťany)
Krajinský most je most nad řekou Váh ve městě Piešťany. Most byl postaven v letech 1930–1931 a dnes je to kulturní památka.
Železobetonová konstrukce silničního mostu má sedm polí. Věšadlové rozpětí oblouku činí 52 m, ostatní pole mají délku 29 m. Spojitá deska, nesoucí vozovku, je v širším poli zavěšena na bočních železobetonových obloucích, v užších polích podpírána spodními obloukovými deskami. Návrh mostu je dílem autorské dvojice Josefa Činčery a Ivana Grebenika a ve své době patřilo k nejodvážnějším mostním konstrukcím v Československu.[zdroj?] V noci z 3. na 4. dubna 1945 poškodila most ustupující fašistická vojska. Po rekonstrukci byl doplněn o stavidlo na stabilizaci hladiny obtokového ramena Váhu. V závěru minulého století byl na protiproudé straně doplněn o ocelovou lávku pro pěší a následně zesílena věšadlová konstrukce ocelovými lany. Most tvoří také spojku pro auta na Piešťanský Lázeňský ostrov a zpět.

## Šířka

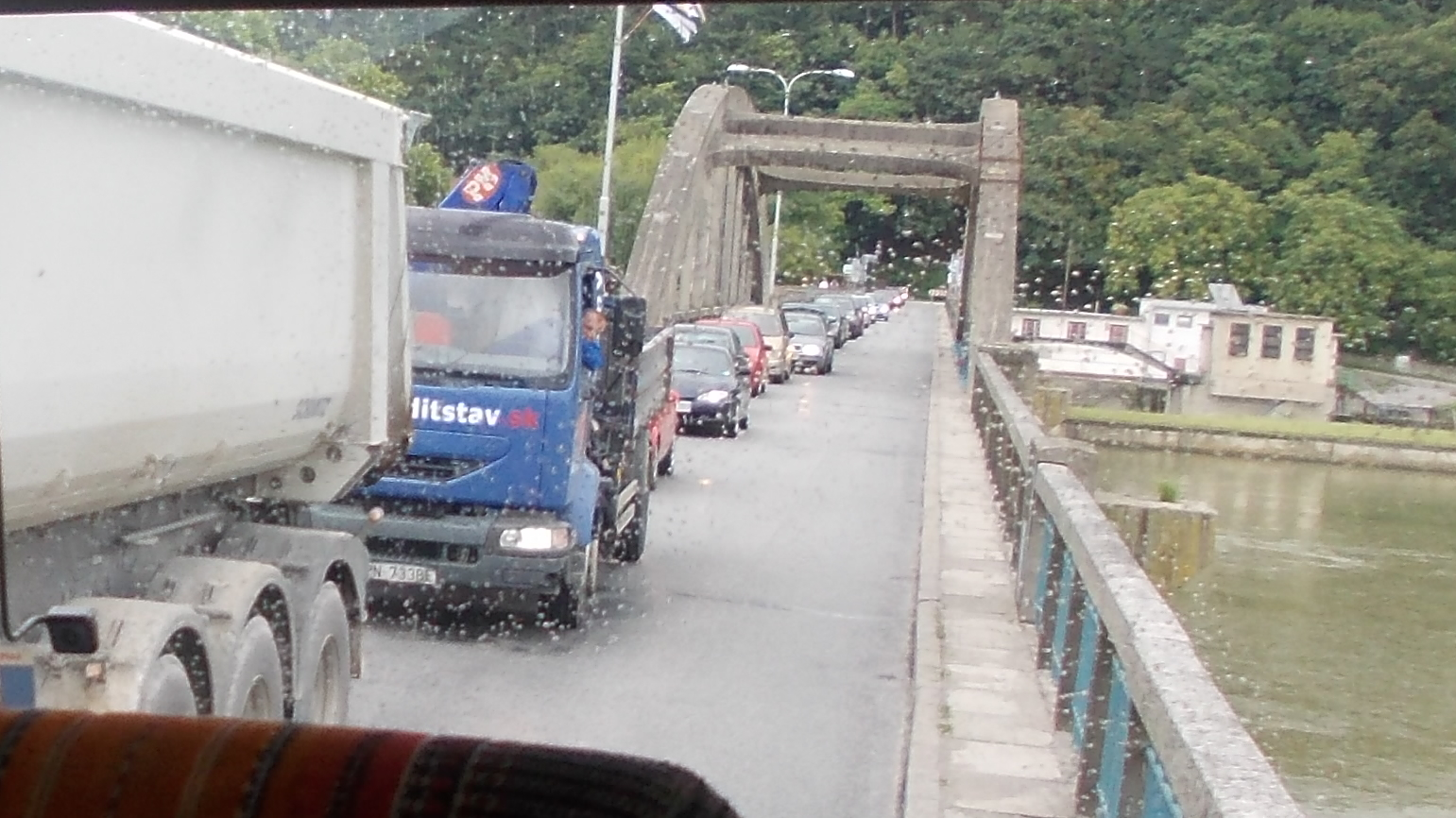
Úzké silniční pruhy Krajinského mostu, díky nimž docházelo v Piešťanech k častým dopravním zácpám.

Problémem Krajinského mostu byla do rekonstrukce v roce 2014 jeho malá šířka. Na mostě se vedle sebe nevešla dvě rozměrnější vozidla, proto v případě, že jedno vozidlo již jelo po mostě, muselo druhé před mostem zastavit a čekat, dokud může projet. Na mostě se v minulosti v důsledku malé šířky stalo už několik dopravních nehod a kolizí. V současnosti je na most zakázán vjezd vozidlům s hmotností nad 12 tun, čímž se situace na mostě výrazně zlepšila.[zdroj?]
V létě 2014 byla provedena rekonstrukce mostu, při které se šířka jízdních pruhů rozšířila o zúžené obrubníky.
Kvůli problémům na krajinském mostě se v budoucnu plánuje obchvat Piešťan a jižní přemostění.

## Pokusy sebevrahů
Most se také stal místem, kde se řada lidí pokouší spáchat sebevraždu. I v těchto případech musel být celý most uzavřen.

## Rekonstrukce 2014
V roce 2014 proběhla rekonstrukce mostu, která si vyžádala náklady ve výši 715 tisíc EUR. Dodavatelská firma se ale zavázala realizovat rekonstrukci za 510 tisíc EUR. Rekonstrukce si vyžádala uzavření mostu v období od 1. července do 31. srpna 2014.
Řidiči mohli využít dvě objízdné trasy. Kratší, asi 25-kilometrová trasa, vedla z Piešťan po silnici I/61 ve směru na Horní Stredu, až po křižovatku s dálnicí D1, dále po dálnici D1 ve směru na Trenčín po dálniční křižovatku se silnicí II/507 v obci Lúka a dále po silnici II/507, až do cíle objížďky.
Během uzávěrky mostu byla dálnice D1 mezi křižovatkami Louka a Horná Streda dočasně vyňata z povinnosti úhrady dálničního poplatku.
Nosnost mostu se po rekonstrukci nezměnila, zůstává 12 tun.